# Einheitsbedingungen im Deutschen Getreidehandel
Die Einheitsbedingungen im Deutschen Getreidehandel (EHB) sind eine Vereinbarung von Handelsbedingungen, Klauseln und Konditionen im deutschen Getreidehandel. Sie werden gemeinsam von der Arbeitsgemeinschaft der deutschen Getreide- und Produktbörsen mit interessierten Wirtschaftskreisen ausgehandelt und festgelegt und der neueren Gesetzgebung und Rechtsprechung angepasst. Die Einheitsbedingungen entstanden bereits im frühen 20. Jahrhundert, zwischen den Weltkriegen. Eine bearbeitete Version der Einheitsbedingungen wurde am 1. August 1980 vorgelegt und mehrfach überarbeitet. Aktuell liegt eine Version vom 1. Dezember 2017 vor.

## Geltungsbereich und Bedeutung
Die Einheitsbedingungen sind die typische Vertragsgrundlage für den Getreidehandel in Deutschland und im grenznahen Ausland. Der Zielmarkt wird in der Einleitung der Einheitsbedingungen festgelegt auf:
a) Geschäfte mit landwirtschaftlichen Erzeugnissen und daraus gewonnenen Fabrikaten
b) Geschäfte mit Futter- und Düngemitteln
c) Geschäfte, die mit der Verpackung, dem Transport, der Versicherung und der Lagerung der oben genannten Güter zusammenhängen, sowie auf
d) Kommissions- und Vermittlungsgeschäfte.
Die Einheitsbedingungen werden als Bestandteil der allgemeinen Geschäftsbedingungen deutscher Getreidehändler für den Agrarhandel wirksam. Nach fachlicher Meinung sind die Einheitsbedingungen die wichtigste Vertragsgrundlage für den Getreide- und Futtermittelhandel sowie für den Handel mit Hülsenfrüchten. Die Einheitsbedingungen gehören daher auch zum DLG-Seminarprogramm zur Getreidevermarktung durch Landwirte, zum Beratungsangebot von Beratungsfirmen im landwirtschaftlichen Umfeld oder auch von Rechtsanwälten. Der Bundesverband der Agargewerblichen Wirtschaft bezeichnet die Einheitsbedingungen als stillschweigenden Bestandteil jedes Getreidehandelsvorgangs.

## Internationalisierungsbestrebungen
Unter der Leitung der Europäischen Warenbörse in Straßburg und unter Beteiligung von Vertretern aus anderen europäischen Ländern laufen Bestrebungen, Europäische Einheitsbedingungen für den Getreidehandel zu erarbeiten. Dazu wurden die Einheitsbedingungen von Deutschland, Österreich, Italien und Frankreich gegenübergestellt und verglichen.

## Überseehandel, Österreich und Schweiz
Im Überseehandel sind die Einheitsbedingungen weitgehend bedeutungslos. Dort werden für Getreide bevorzugt die Kontrakte der Grain and Feed Trade Association (GAFTA) und bei Ölsaaten die Kontrakte der Federation of Oils, Seeds and Fats Associations (FOSFA) verwendet. Aus dem englischen Rechtskreis stammend basieren diese stark auf Entscheidungen aus der Praxis und unterscheiden sich zum Teil von den Einheitsbedingungen.
In der Schweiz werden statt der Einheitsbedingungen hauptsächlich die Usancen der Schweizer Getreidebörse verwendet, in Österreich hauptsächlich die Usancen der Börse für landwirtschaftliche Produkte in Wien, Teil A Allgemeine Bestimmungen und Teil B Sonderbestimmungen für den Handel mit einzelnen Waren.
Die niederländische VERNOF (Vereniging van Nederlandse Fabrikanten van Eetbare Oliën en Vetten) stellt mit eigenen Usancen einen weiteren Einfluss dar, da die Usancen häufig für Waren gelten, die aus den niederländischen Häfen in das europäische Binnenland gehandelt werden, beispielsweise Soja, Palmölprodukte und weitere Ölsaaten.